# جورجيا بروس
جورجيا بروس (بالإنجليزية: Georgia Bruce)‏ هي فارسة ‏ أسترالية، ولدت في 7 مايو 1981 في كيرنز في أستراليا.